# Montaña de La Altura
La montaña de La Altura es una elevación de poca altitud localizada en Santa Cruz de Tenerife, junto al Barrio de la Alegría Durante la Segunda Guerra Mundial se construyó en ella una base de submarinos que nunca llegó a usarse y actualmente aloja el Centro Regional de Salvamento Marítimo de Tenerife.